# 大利特根
大利特根是德国莱茵兰-普法尔茨州的一个市镇。总面积13.20平方公里，总人口924人，其中男性470人，女性454人（2011年12月31日），人口密度70人/平方公里。